# Teresa Matilde Revaque
Teresa Matilde Revaque Garea, conocida también como Matilde Revaque (17 de agosto de 1897, Serrada, Valladolid-13 de agosto de 1940, Madrid) fue una maestra y funcionaria de prisiones de la Segunda República española fusilada al acabar la guerra civil.

## Trayectoria
Nació en Serrada, provincia de Valladolid. Toda la familia se trasladó a Santander donde estudió magisterio. Su hermano fue el maestro, pedagogo y periodista, Jesús Revaque Garea, que marchó al exilio al término de la guerra civil. En 1926 fue nombrada directora interina de la escuela graduada de niñas de Torrelavega.
Fue presidenta del grupo de Mujeres de Izquierda Republicana.
Al poco tiempo de proclamarse la República, Victoria Kent  fue nombrada directora general de Prisiones. En su mandato se creó la Sección Auxiliar Femenina del Cuerpo de Prisiones. Se hizo mediante un concurso-oposición, convocado en octubre de 1931. Las aspirantes debían tener una edad entre 27 y 45 años. Se cubrieron las 5 plazas para jefas de servicio y las 29 para auxiliares. Se creó una Escuela de Criminología, situada en la antigua Cárcel Modelo de Madrid. En ella, las nuevas funcionarias recibieron un cursillo impartido por un grupo de profesores universitarios que dirigía el jurista Jiménez de Asúa.
Revaque Garea aprobó dichas oposiciones a funcionaria de prisiones en 1931. Su sueldo era de 5000 pesetas.
Fue Jefe de la Sección femenina auxiliar del Cuerpo de Prisiones de la Prisión de Mujeres de Barcelona, y en 1933 Jefe de servicios de la Prisión de Mujeres de Valencia, de la que fue directora durante la guerra. Durante el verano de 1937 la plantilla de funcionarias de la prisión de Ventas se dividió por la evacuación a Valencia. Ella fue una de las evacuadas. Dirigió  el Campamento de Prisioneras de Guerra de Alacuás (Valencia) y el Penal de la «Casa de Reforma» de Cehegín (Murcia).
Al acabar la guerra fue detenida e internada en la prisión de Ventas el 18 de abril de 1939. Primero fue detenida y encerrada en Ventas y después depurada. Junto a Purificación de la Aldea, Isabel Huelgas de Pablo y Dolores Freixa, funcionarias de prisiones también encarceladas, intentaron organizar la prisión y aliviar el hacinamiento y las malas condiciones de vida de las presas.
Meses después de ese ingreso, el 8 de septiembre, la dirección de la cárcel recibió el pliego de cargos remitido por el juzgado depurador de funcionarios, así como el oficio de la Dirección General de Prisiones comunicando la formación de expediente disciplinario y la suspensión de empleo. Fueron también expedientadas Carmen Trapero Calleja y Teresa Muñoz Blanquer, que también estaban en Ventas.
Testimonios orales recordaban que Pilar Primo de Rivera, que había estado detenida en Alacuás, la visitó en la cárcel de Ventas para recordarle el cambio de lugar. También le dedicó un poema injurioso.
Josefina Amalia Villa  recordaba de ella sus esfuerzos para mejorar la situación de las presas en la cárcel. Al ser llamada para ser fusilada, a la funcionaria que la sacó le recordó que iba a morir por haber llevado el emblema del cuerpo de prisiones con dignidad. Fue fusilada en Madrid el 13 de agosto de 1940.
Su expediente está en los archivos del Tribunal Militar Territorial 1º - TMT1